# Live at the Olympia ’96
Live at the Olympia ’96 – podwójny album koncertowy brytyjskiego zespołu Deep Purple zarejestrowany w paryskiej Olympii 17 czerwca 1996 podczas tournée prezentującego ich nowy album Purpendicular.

## Lista utworów
Wszystkie utwory, z wyjątkiem opisanych skomponowali Ian Gillan, Ritchie Blackmore, Roger Glover, Jon Lord i Ian Paice.

### CD 1
| 1.  | "Fireball"                                                             | 5:01    |
|     |                                                                        |         |
| 2.  | "Maybe I'm a Leo"                                                      | 5:53    |
|     |                                                                        |         |
| 3.  | "Ted the Mechanic" (Gillan, Steve Morse, Glover, Lord, Paice)          | 5:06    |
|     |                                                                        |         |
| 4.  | "Pictures of Home"                                                     | 5:58    |
|     |                                                                        |         |
| 5.  | "Black Night"                                                          | 7:33    |
|     |                                                                        |         |
| 6.  | "Cascades: I'm Not Your Lover" (Gillan, Morse, Glover, Lord, Paice)    | 11:04   |
|     |                                                                        |         |
| 7.  | "Sometimes I Feel Like Screaming" (Gillan, Morse, Glover, Lord, Paice) | 7:24    |
|     |                                                                        |         |
| 8.  | "Woman from Tokyo"                                                     | 6:29    |
|     |                                                                        |         |
| 9.  | "No One Came"                                                          | 5:53    |
|     |                                                                        |         |
| 10. | "The Purpendicular Waltz" (Gillan, Morse, Glover, Lord, Paice)         | 5:11    |
|     |                                                                        |         |
|     |                                                                        | 1:05:32 |
|     |                                                                        |         |

### CD 2
| 1. | "Rosa's Cantina" (Gillan, Morse, Glover, Lord, Paice) | 6:18  |
|    |                                                       |       |
| 2. | "Smoke on the Water"                                  | 9:24  |
|    |                                                       |       |
| 3. | "When a Blind Man Cries"                              | 7:17  |
|    |                                                       |       |
| 4. | "Speed King"                                          | 11:45 |
|    |                                                       |       |
| 5. | "Perfect Strangers"                                   | 6:43  |
|    |                                                       |       |
| 6. | "Hey Cisco" (Gillan, Morse, Glover, Lord, Paice)      | 7:27  |
|    |                                                       |       |
| 7. | "Highway Star"                                        | 8:08  |
|    |                                                       |       |
|    |                                                       | 57:02 |
|    |                                                       |       |

## Wykonawcy

### Deep Purple
- Ian Gillan – śpiew, harmonijka ustna
- Steve Morse – gitara
- Roger Glover – gitara basowa
- Jon Lord – organy Hammonda, instrumenty klawiszowe
- Ian Paice – perkusja

### Goście
w utworze "Highway Star"
- Vincent Chavagnac – saksofon
- Christian Fourquet – puzon
- Eric Mula – trąbka